# 大理石塔
大理石塔是南非約翰內斯堡中心商業區的一座摩天大樓。其建於1973年，高32層。該建築有一個8層高的停車庫。結構由混凝土和大理石混合而成。
該塔作為商業辦公大樓使用。該建築最初稱為桑勒姆中心（Sanlam Centre）。其位於傑普街和馮·威埃里赫街的拐角處。

## 畫廊

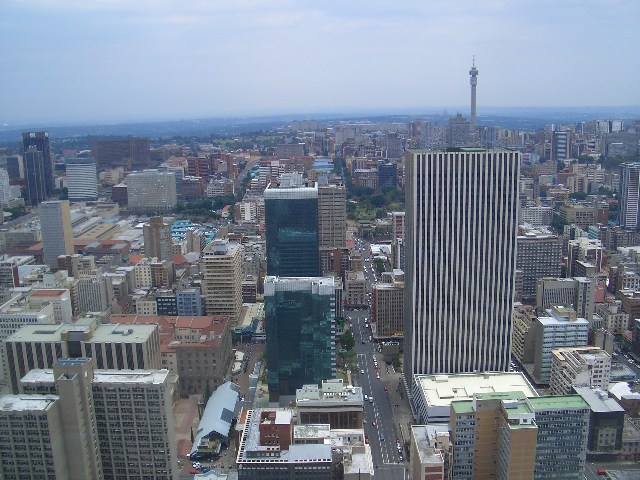
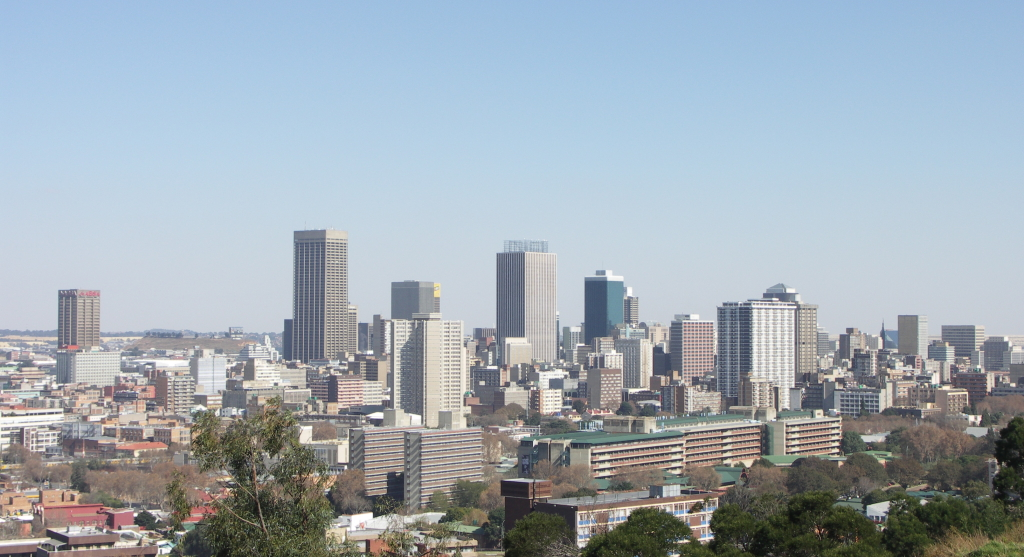
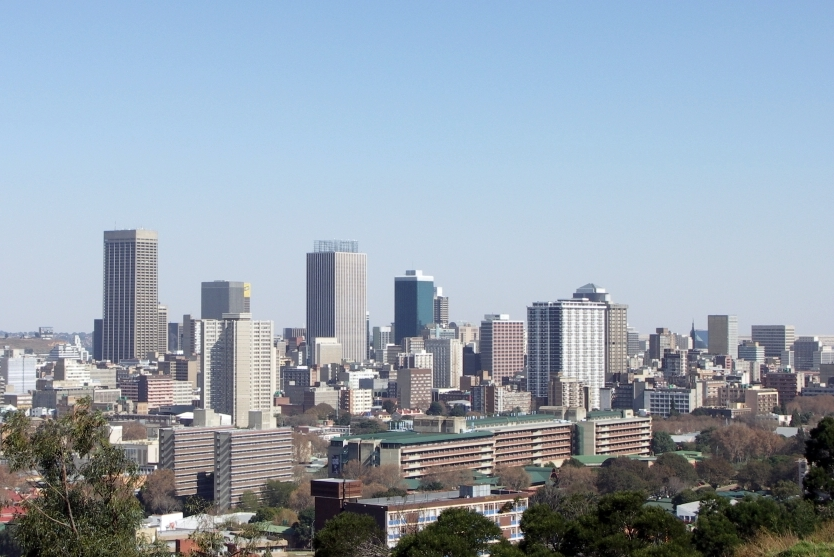

## 外部連結
- Marble Towers（页面存档备份，存于） on CTBUH
- Marble Towers（页面存档备份，存于） on Emporis
- Marble Towers（页面存档备份，存于） on Skyscraperpage.com
- Marble Towers（页面存档备份，存于） on Structurae

| 紀錄                         | 紀錄                                  | 紀錄              |
| ---------------------------- | ------------------------------------- | ----------------- |
| 前任： 圖爾曼塔 信託銀行大廈 | 約翰尼斯堡最高摩天大樓 152公尺 1973年 | 繼任： 卡爾登中心 |
| 前任： 圖爾曼塔 信託銀行大廈 | 南非最高摩天大樓 152公尺 1973年       | 繼任： 卡爾登中心 |
| 前任： 圖爾曼塔 信託銀行大廈 | 非洲最高摩天大樓 152公尺 1973年       | 繼任： 卡爾登中心 |